# Somāqān
Somāqān (persiska: سماقان) är en ort i Iran.   Den ligger i provinsen Kurdistan, i den nordvästra delen av landet, 500 km väster om huvudstaden Teheran. Somāqān ligger 1 518 meter över havet och antalet invånare är 230.
Terrängen runt Somāqān är lite bergig.Runt Somāqān är det ganska tätbefolkat, med 93 invånare per kvadratkilometer. Närmaste större samhälle är Kānī Sūr, 9,8 km söder om Somāqān. Trakten runt Somāqān består till största delen av jordbruksmark.